# Ericins
Els ericins (Erycinae) són una subfamília de serps de la família Boidae que inclou espècies constrictores de mida petita, agrupades en tres gèneres diferents.

## Característiques
El seu nom és per diferenciar-la de la família Pythonidae, ja que en aquesta família de les pitons, algunes com la pitó reticulada (Python reticulatus) són de mides descomunals. A diferència de la família dels Boinae, són serps discretament petites.
La mida d'aquesta família mai sobrepassa els 12 cm de longitud. No obstant això, pot ser que hi hagi exemplars que puguin superar aquest límit però no per arribar a un gran grandària. La seva característica del cap és que no es diferencien de les pitons i la seva cua és molt estreta.

## Comportament
La majoria d'aquestes serps passen la major part del seu temps sota de la superfície de la sorra, amb només els ulls o el cap exposada a la superfície. Quan s'acosta una presa, es llancen de la sorra, per mossegar-la, emprant constricció per matar-la. S'alimenten principalment de rosegadors, encara que sargantanes i ocells també formen part de la seva dieta.

## Gèneres
- Charina
- Eryx
- Gongylophis